# Выползовский сельсовет (Курская область)
Выползовский сельсове́т — административно-территориальная единица (сельсовет) в Солнцевском районе Курской области.
Административный центр — село Выползово.

## История
Законом Курской области от 15 августа 1996 года № 6-ЗКО на территории Выползовского сельсовета было образовано муниципальное образование Выползовский сельсовет.
Законом Курской области от 21 октября 2004 года № 48-ЗКО (в ходе муниципальной реформы 2006 года) муниципальное образование Выползовский сельсовет было наделено статусом сельского поселения.
Законом Курской области от 26 апреля 2010 года № 26-ЗКО муниципальное образование Зуевский сельсовет, муниципальное образование Дежевский сельсовет и муниципальное образование Выползовский сельсовет были преобразованы путём объединения в муниципальное образование Зуевский сельсовет.

## Населённые пункты
В состав сельсовета входят:
- село Выползово
- деревня Гридасово
- хутор Калинов
- деревня Меловая